# Anna Maria Uusitalo
Anna Maria Uusitalo (* 13. Mai 1983 in Östersund, Schweden), geborene Anna Maria Nilsson, ist eine ehemalige schwedische Biathletin.

## Karriere
Anna Maria Uusitalo betrieb ihren Sport seit 2000. Sie startete für Jämtland Biathlon und gehörte seit 2006 dem schwedischen Nationalkader an.
Ihr internationales Debüt feierte die Schwedin 2002 bei den Juniorenweltmeisterschaften in Ridnaun. Ihre beste Platzierung erreichte sie dort mit der Staffel als Vierte. Zur nächsten Saison trat sie in Ål zunächst im Junioreneuropacup an. Nach einem vierten Platz im Einzel und einem zweiten Platz hinter Ann Kristin Flatland im Sprint rückte sie erstmals in den Biathlon-Weltcup auf. In Pokljuka wurde sie dann mit der Staffel 14. und 85. im Sprint.
Seit der Saison 2004/05 trat Nilsson zunächst wechselweise im Welt- und Europacup, spätestens seit 2007 regelmäßig im Weltcup an. Großereignis des Jahres 2006 wurden die Europameisterschaften in Langdorf, wo sie 41. des Einzels, 42. des Sprints, 28. der Verfolgung und mit Johanna Holma, Helena Jonsson und Sofia Domeij Neunte im Staffelwettbewerb wurde. In der Saison 2006/07 konnte sie in Ruhpolding als 26. im Sprint erstmals Weltcuppunkte sammeln. Bei den Biathlon-Weltmeisterschaften 2007 in Antholz belegte sie einen 21. Platz. Ihre bis dahin besten Einzelresultate im Weltcup erreichte Uusitalo in der Saison 2007/08, als sie jeweils den sechsten Platz in einem Sprint und einem Einzelwettbewerb erreichte. In der Gesamtwertung der Saison wurde sie 34. und erreichte auch dort ihr bestes Karriereresultat bis dahin. Etwas enttäuschen verliefen die Heimweltmeisterschaften in Östersund. Uusitalo wurde 27. des Einzels, 28. des Sprints, 34. der Verfolgung und mit Helena Jonsson, Sofia Domeij und Elisabeth Högberg Achte im Staffelrennen.
Nächstes Großereignis wurden die Biathlon-Weltmeisterschaften 2009 in Pyeongchang. Die Schwedin kam erneut in vier Rennen zum Einsatz und belegte die Plätze 70 im Einzel, 49 im Sprint, 43 in der Verfolgung und an der Seite von Domeij, Jonsson und Anna Carin Zidek als Schlussläuferin der Staffel Platz fünf. Höhepunkt der Karriere waren die Olympischen Winterspiele 2010 in Vancouver, wo Uusitalo in allen fünf Rennen startet konnte. Im Einzel kam sie auf den 24. Platz, wurde 16. des Sprints, fiel in der Verfolgung auf den 47. Platz zurück, kam im Massenstart auf den 28. Rang und kam mit Högberg, Zidek und Jonsson auf den fünften Platz im Staffelrennen.
In der Saison 2011/12 gelang Uusitalo im Einzel von Östersund ihr erster und einziger Podestplatz im Weltcup. Nach der Saison, die mit Platz 30 im Gesamtweltcup ihre erfolgreichste war, beendete sie ihre Karriere im Alter von 28 Jahren.

## Anderes
Anna Maria Uusitalo lebt im schwedischen Biathlonzentrum Östersund.
Im Sommer 2020 übernahm sie die Position der Sportdirektorin des schwedischen Biathlon-Verbands.
Uusitalos Bruder ist Mattias Nilsson, der ebenfalls Biathlet war und als Trainer im schwedischen Weltcup-Team arbeitet.

## Statistik

### Weltcupsiege
| Nr. | Datum         | Ort        | Disziplin          |
| --- | ------------- | ---------- | ------------------ |
| 1.  | 15. Jan. 2010 | Ruhpolding | Staffel (4×6 km) 1 |
| 2.  | 6. Jan. 2011  | Oberhof    | Staffel (4×6 km) 2 |

### Biathlon-Weltcup-Platzierungen
Die Tabelle zeigt alle Platzierungen (je nach Austragungsjahr einschließlich Olympische Spiele und Weltmeisterschaften).
- 1.–3. Platz: Anzahl der Podiumsplatzierungen
- Top 10: Anzahl der Platzierungen unter den ersten zehn (einschließlich Podium)
- Punkteränge: Anzahl der Platzierungen innerhalb der Punkteränge (einschließlich Podium und Top 10)
- Starts: Anzahl gelaufener Rennen in der jeweiligen Disziplin
- Staffel: inklusive Mixed- und Single-Mixed-Staffeln

| Platzierung | Einzel | Sprint | Verfolgung | Massenstart | Staffel | Gesamt |
| ----------- | ------ | ------ | ---------- | ----------- | ------- | ------ |
| 1. Platz    |        |        |            |             | 2       | 2      |
| 2. Platz    | 1      |        |            |             | 2       | 3      |
| 3. Platz    |        |        |            |             | 2       | 2      |
| Top 10      | 2      | 1      | 1          |             | 29      | 33     |
| Punkteränge | 10     | 26     | 12         | 8           | 35      | 91     |
| Starts      | 21     | 51     | 29         | 8           | 35      | 144    |